# Wartburgs voetbalkampioenschap 1916/17
In 1916/17 werd het tweede Wartburgs voetbalkampioenschap gespeeld, dat georganiseerd werd door de Midden-Duitse voetbalbond. 
Wacker Gotha werd kampioen en plaatste zich zo voor de Midden-Duitse eindronde. Vanaf dit seizoen speelden de kampioenen van de verschillende Thüringse competities eerst onderling tegen elkaar voor het ticket naar de Midden-Duitse eindronde. Gotha verloor in de eerste ronde met 4-1 van 1. SV Jena. 

## 1. Klasse
| Plaats | Club                                    | Wed.           | W              | G              | V              | Saldo          | Ptn.           |
| ------ | --------------------------------------- | -------------- | -------------- | -------------- | -------------- | -------------- | -------------- |
| 1.     | FC Wacker 1907 Gotha                    | 10             | 10             | 0              | 0              | 50:13          | 20:00          |
| 2.     | Sportfreunde im Jugendverein 1916 Gotha | 9              | 5              | 0              | 4              | 22:15          | 10:08          |
| 3.     | FC Wacker 1908 Ruhla                    | 9              | 4              | 1              | 4              | 11:28          | 09:09          |
| 4.     | SV 1901 Gotha                           | 10             | 3              | 0              | 7              | 14:10          | 06:14          |
| 5.     | SpVgg im TV 1860 Gotha                  | 8              | 3              | 0              | 5              | 12:25          | 06:10          |
| 6.     | SpVgg 1909 Eisenach                     | 10             | 2              | 1              | 7              | 08:26          | 05:15          |
| 7.     | FC Teutonia Mühlhausen                  | Teruggetrokken | Teruggetrokken | Teruggetrokken | Teruggetrokken | Teruggetrokken | Teruggetrokken |
| 8.     | BSC 1913 Ruhla                          | Teruggetrokken | Teruggetrokken | Teruggetrokken | Teruggetrokken | Teruggetrokken | Teruggetrokken |

- SV 01 Gotha trok zich eind maart 1917 terug, resterende wedstrijden werden voor de tegenstander geteld.
- Teutonia Mülhausen trok zich na de heenronde terug, reeds gespeelde wedstrijden (2-1-2) werden geschrapt.
- BSC Ruhla trok zich in september 1916 terug, reeds gespeelde wedstrijden (0-0-3) werden geschrapt.

|  | Kampioen, geplaatst voor Thüringse eindronde |
|  | Trok zich terug voor volgend seizoen         |